# Cavriglia
Cavriglia település Olaszországban, Toszkána régióban, Arezzo megyében. Lakosainak száma 9414 fő (2023. január 1.). Cavriglia Figline e Incisa Valdarno, Gaiole in Chianti, Greve in Chianti, Montevarchi, Radda in Chianti és San Giovanni Valdarno községekkel határos.

## Népesség
A település lakossága az elmúlt években az alábbi módon változott:
| Lakosok száma | 9576 | 9543 | 9414 |
|               | 2017 | 2018 | 2023 |